# Feniseca crataegi
Feniseca crataegi är en fjärilsart som beskrevs av Jean Baptiste Boisduval 1833. Feniseca crataegi ingår i släktet Feniseca och familjen juvelvingar. Inga underarter finns listade i Catalogue of Life.